# Валютно-финансовый кризис 2014 года в Беларуси
Финансовый (валютный) кризис 2014 года в Беларуси — третий за пять лет валютно-финансовый кризис, вызванный расстройством функционирования финансовой системы страны.

## История событий

### 2014 год
Толчком для начала валютно-финансового кризиса в Беларуси послужил валютный кризис 2014 года в России (резкое ослабление российского рубля по отношению к иностранным валютам, вызванное снижением мировых цен на нефть, а также введением экономических санкций в отношении России в связи с событиями на Украине).
С января по середину декабря 2014 года белорусский рубль равномерно снижался по отношению к доллару на 1 % в месяц. 1 января 2014 года доллар стоил 9 520 белорусских рублей, 8 мая преодолел отметку в 10 тыс. рублей.
Российский рубль осенью 2014 года пережил очередной виток снижения на фоне высоких геополитических рисков и падения цен на нефть. С 5 ноября Центробанк РФ отменил нелимитированные валютные интервенции, которыми он пытался стабилизировать курс российской валюты, а с 10 ноября, по сути, завершил переход к свободному плаванию рубля, отменив регулярные интервенции и плавающий коридор бивалютной корзины.
15-16 декабря 2014 года на российском валютном рынке сложилась чрезвычайная ситуация, ставшая результатом нескольких негативных событий (заявление представителя ОПЕК о сохранении квот на добычу нефти несмотря на возможное снижение цен на нефть до 40 долл./барр., а также проведение непрозрачной сделки с облигациями «Роснефти»). Эти события спровоцировали панику на валютном рынке, темпы обесценения рубля достигли максимума.
В понедельник, 15 декабря, произошёл резкий обвал рубля более чем на 8 %. В СМИ этот день назвали «чёрным понедельником». На следующий день, во вторник, 16 декабря, последовало ещё более масштабное падение рубля. По аналогии с «чёрным понедельником», этот день был назван «чёрным вторником». В «чёрный вторник» отделения банков в ряде регионов значительно завышали курс продажи валюты при относительно низком курсе покупки валюты у населения: доллар продавали более чем за 80 рублей, а евро достигал 150 рублей. В некоторых отделениях наблюдалась нехватка наличных долларов и евро.
Власти Беларуси заявили, что не намерены девальвировать свой рубль. Это не помешало, однако, возникновению ажиотажного спроса населения на валюту. Чтобы остановить его, 20 декабря был введён 30-процентный комиссионный сбор на покупку валюты физическими и юридическими лицами (29 декабря — снижен до 20 %, 9 января 2015 г. — отменён). Также была остановлена торговля валютой на внебиржевом валютном рынке до 1 января 2017 года и увеличилась норма обязательной продажи поступающей в страну валютной выручки — до 50 %.
Кроме того, Министерство экономики ввело мораторий на любое повышение цен предприятиями-монополистами. Беларусь по требованию президента страны Александра Лукашенко перевела расчёты с Россией в доллары США. Благодаря этим мерам официальный курс доллара к концу года вырос только до 11 900 рублей. На чёрном рынке курс доллара доходил до 15 000 белорусских рублей. Общее падение белорусского рубля к доллару в 2014 году составило 25 %.

### 2015 год
С 1 января по 3 февраля 2015 года белорусский рубль продолжал падение, обесценившись по отношению к доллару почти на 30 % (с 11 900 рублей до 15 450 рублей). После этого курс стабилизировался на уровне 15 тыс. белорусских рублей за доллар, а в мае даже опустился до 14 тыс. белорусских рублей. В июне-июле 2015 года доллар стоил около 15,5 тыс. белорусских рублей, однако в конце июля вновь начал дорожать, впервые превысив 14 августа уровень в 16 тыс. рублей. В конце 2015 года доллар стоил 18 700 руб. Обесценивание белорусской валюты за год составило 55 %.
В связи с тем, что экономика Беларуси тесно связана с российской (на Россию, в частности, приходилось 42 % белорусского экспорта), ослабление российского рубля нанесло серьёзный урон экономике Беларуси — страна потеряла на торговле с Россией 739 млн долларов за 2014 год и 900 млн долларов только за первый квартал 2015 года, когда экспорт белорусских товаров в Россию снизился на 40 % по сравнению с тем же периодом 2014 года.
По данным Белстата, в январе-июле 2015 года ВВП Беларуси снизился на 4 % по сравнению с аналогичным периодом прошлого года.

### 2016 год
С наступлением 2016 года ситуация стремительно ухудшается:
- Растёт количество убыточных предприятий. На 1 июня 2016 года оно составило 1,7 тысяч, их удельный вес вырос до 22,8 %.
- Чистая прибыль всех организаций составила 19 трлн рублей, что на 20,7 % меньше, чем в первой половине 2015 года. Прибыль от реализации составила 59,9 трлн рублей (уменьшение на 4,4 %). Рентабельность продаж снизилась с 8,3 % до 7,1 %, рентабельность реализованной продукции — 8,8 % против 10,5 % в первом полугодии прошлого года.
- Выручка от реализации продукции, товаров, работ, услуг организаций в текущих ценах составила 841,1 трлн рублей. Это на 12,3 % больше, чем было в январе-июне 2015 года.
- По состоянию на 1 июля 2016 года дебиторская задолженность составила 295,8 трлн рублей, в том числе просроченная — 73 трлн рублей. Кредиторская задолженность составила 378,6 трлн рублей, в том числе просроченная — 69,5 трлн рублей.